# Jenna Laukkanen
Jenna Laukkanen (Kuhmo, 2 de marzo de 1995) es una deportista finlandesa que compite en natación, especialista en el estilo braza.
Ganó dos medallas de bronce en el Campeonato Europeo de Natación de 2016 y seis medallas en el Campeonato Europeo de Natación en Piscina Corta entre los años 2015 y 2019.

## Palmarés internacional
| Campeonato Europeo                  | Campeonato Europeo     | Campeonato Europeo | Campeonato Europeo |
| Año                                 | Lugar                  | Medalla            | Prueba             |
| ----------------------------------- | ---------------------- | ------------------ | ------------------ |
| 2016                                | Londres (Reino Unido)  | Medalla de bronce  | 50 m braza         |
| 2016                                | Londres (Reino Unido)  | Medalla de bronce  | 4 × 100 m estilos  |
| Campeonato Europeo en Piscina Corta |                        |                    |                    |
| Año                                 | Lugar                  | Medalla            | Prueba             |
| 2015                                | Netanya (Israel)       | Medalla de oro     | 50 m braza         |
| 2015                                | Netanya (Israel)       | Medalla de oro     | 100 m braza        |
| 2017                                | Copenhague (Dinamarca) | Medalla de plata   | 50 m braza         |
| 2017                                | Copenhague (Dinamarca) | Medalla de plata   | 100 m braza        |
| 2019                                | Glasgow (Reino Unido)  | Medalla de bronce  | 100 m braza        |
| 2019                                | Glasgow (Reino Unido)  | Medalla de bronce  | 100 m estilos      |